# Barij
Barij je kemijski element atomskog (rednog) broja 56 i atomske mase 137,327(7) g/mol. U periodnom sustavu elemenata predstavlja ga simbol Ba.

## Svojstva
Barij (od grčke riječi baris, što znači težak) je srebrnasti, mekani zemnoalkalijski metal kemijski sličan kalciju, ali od njega reaktivniji. U prirodi se javlja isključivo u spojevima, najčešće kao mineral barit i viterit (BaCO3). Benitoit je rijedak dragi kamen čiji je sastojak barij.

Vrlo lako oksidira na zraku, a voda i alkohol brzo ga nagrizaju. Na sobnoj temperaturi površinski oksidira, pa se čuva pod mineralnim uljem (u petroleju). Usitnjeni je barij piroforan, i zapaljen na zraku izgara u barijev oksid i barijev nitrid, a na višoj stvara vodik i barijev peroksid.

## Dobivanje prije i sad
Barij je prvi prepoznao 1774. godine Carl Scheele, a izolirao ga je 1808. godine Sir Humphry Davy u engleskoj, a u čistom stanju dobiven je 1901.g. Oksidu je Guyton de Morveau prvo dao ime barot, što je Antoine Lavoisier promijenio u barita, iz čega je izvedeno ime barij da bi se opisao metal.
Dobiva se elektrolizom vodene otopine barijeva klorida uz živinu katodu, te naknadnu destilaciju dobivenog amalgama, redukcijom oksida aluminijem, pri sniženom tlaku ili elektrolizom taline barijeva klorida.
Danas se proizvodi se redukcijskom oksida aluminijem ili silicijem u vakuumskoj peći na 1200 °C.

## Primjene i spojevi
Elementarni barij malo se primjenjuje, uglavnom samo kao dodatak nekim slitinama. Kao elementaran se primjenjuje primjerice kao geter u proizvodnji radio-cijevi), i ključni je element kod YBCO supravodiča.
Veliku primjenu nalazi u spojevima. U spojevima je dvovalentan, a spojevi su mu bezbojni, u praškastom stanju bijeli.
Spojevi ovog elementa su značajni zbog velike gustoće. To se odnosi na većinu barijevih minerala, tako se barijev sulfat, BaSO4, često naziva "teški špar" zbog svoje velike gustoće (4.5 g/cm3).
- Barijev sulfid (BaS) fosforescira u mraku, nakon izlaganja svjetlu. Ako se otopini barijeva sulfida doda cinkov sulfat, taloži se smjesa barijeva sulfata i cinkova sulfida (bijela boja – litopon). Čestice nastale taloženjem iz otopine imaju dobre prikrivačke osobine pa se upotrebljavaju kao bijeli pigment za umjetničke i tiskarske boje, pri izradi fotopapira, kao punilo u industriji gume, papira. Također se upotrebljava u kozmetici kao depilator.
- Barijev sulfat (BaSO4; barit) je najvažnija barijeva sol. Kemijski vrlo postojan, neotrovan, te netopljiv u vodi i kiselinama. Služi u analitičkoj kemiji, kao bijeli pigment u grafičkim i slikarskim bojama (blanc fixe) i punilo u industriji gume, papira i kozmetike, te u rudarstvu itd. Pošto je netopljiv i kako dobro apsorbira rendgensko zračenje, upotrebljava se kao kontrastno sredstvo u rendgenologiji. Iz sulfata se dobivaju sve ostale barijeve soli. Žarenjem s ugljenom, sulfat se reducira na sulfid (BaS).
- Barijev karbonat (BaCO3) se dobiva dodavanjem sode otopini barijeva sulfida. Upotrebljava se kao otrov za štakore. Za razliku od sulfata, barijev karbonat se otapa u želučanoj kiselini, zbog čega je otrovan. Barijev karbonat upotrebljava se u proizvodnji stakla, a pošto je barij teški element, barij povećava refraktivni indeks stakla. Također se upotrebljava u pirotehnici kao jeftiniji izvor barija, te kao punilo.
- Barijev oksid se dobiva žarenjem barijeva hidroksida, nitrata ili karbonata. Rabi se kao obloga za elektrode fluorescentnih cijevi, koje omogućavaju oslobađanje elektrona.
- Barijev hidroksid (Ba(OH)2) nastaje otapanjem barijeva oksida u vodi. Vodena otopina barijeva hidroksida (baritna voda) služi kao jaka lužina u analitičkoj kemiji.
- Barijev peroksid upotrebljava se kao katalizator pri započinjanju aluminotermijskih reakcija, kod spajanja tračnica.
- Barijev nitrat (Ba(NO3)2) se dobiva otapanjem karbonata u dušičnoj kiselini. Upotrebljava se u pirotehnici jer daje zelenu boju u vatrometima, iako je karbonat i klorid jeftinija solucija.
- Barijev titanat je 2007. godine predložen za primjenu u tehnologiji baterija za električne automobile.
- Barijev klorid (BaCl2) se dobiva otapanjem barijevog nitrata u klorovodičnoj kiselini. Dobro je topljiva sol i vrlo otrovna. Služi kao reagens u analitičkoj kemiji, za impregnaciju drva i u proizvodnji stakla.

## Poznate slitine s barijem
- Slitina s niklom upotrebljava se kod svjećica za automobile.

## Izotopi
Barij se sastoji od sedam stabilnih izotopa. Poznata su 22 izotopa barija, ali je većina njih jako radioaktivna i njihov poluživot se kreće od nekoliko milisekundi do nekoliko minuta. Jedini izuzetci su  56Ba133 čiji je poluživot 10.51 godina i  56Ba137m s plouživotom od 2.55 minuta.

## Opasnosti
Svi spojevi barija koji su topljivi u vodi ili kiselinama su jaki otrovi. U vrlo malim količinama, barij se ponaša kao mišićni stimulans, dok kod većih količina djeluje na živčani sustav, uzrokujući nepravilnosti u radu srca, tremor, slabost, anksioznost, dispneju i paralizu. Ovo se događa zbog njegove sposobnosti blokacije ionskih kanala kalija, koji su bitni za pravilno funkcioniranje živčanog sustava.
Barijev sulfat može se uzeti oralno, zbog svoje velike netopljivosti u vodi i potpuno se eliminira iz digestivnog trakta. Za razliku od drugih teških metala, barij se ne bioakumulira. Ako se udiše prašina koja sadrži spojeve barija, može doći do akumulacije u plućima dovodeći do stanja koje je poznato kao baritoza.